# Et maintenant, recommande ton âme à Dieu
Pour plus de détails, voir Fiche technique et Distribution.
Et maintenant, recommande ton âme à Dieu (Ed ora... raccomanda l'anima a Dio!) est un western spaghetti italien sorti en 1968, réalisé par Demofilo Fidani.

## Synopsis
Sur la route de Denwer City, trois étrangers se rencontrent quand la diligence est attaquée : Steven Cooper, qui revient récupérer ses biens usurpés par un homme d'affaires qui a tué sa famille et a aussi essayé de le tuer ; Stanley, à la recherche de quelqu'un qui lui a volé une bonne quantité d'or ; Sanders, un bandit gyrovague, qui n'a pas peur des aventures, mais ne supporte pas ceux qui abusent des autres. Eux trois seuls (parmi les habitants peu nombreux) vont s'opposer aux hommes de main de ceux qui maîtrisent le bourg, avant de s'attaquer aux chefs eux-mêmes.
Cooper récupère son bien, Stanley gagne la place de shérif, mais ne retrouve pas son or, parce que Sanders est arrivé avant lui ; mais avant de partir en diligence avec une prostituée qui s'est entichée de lui, il le rend à Cooper qui le restituera à Stanley, enfin satisfait.

## Fiche technique
- Titre français : Et maintenant, recommande ton âme à Dieu
- Titre original italien : Ed ora... raccomanda l'anima a Dio!
- Genre : western spaghetti
- Réalisateur : Demofilo Fidani (sous le pseudo de Miles Deem)
- Scénario : Demofilo Fidani (sous le pseudo de Miles Deem), Mila Vitelli Valenza
- Production : Demofilo Fidani, Corrado Patara pour Mila Cinematografica
- Photographie : Franco Villa
- Montage : Piera Bruni
- Musique : Vince Tempera (comme Vincenzo Tempera)
- Décors : Mila Vitelli, Nicola Tamburo
- Costumes : Mila Vitelli, Nicola Tamburo
- Maquillage : Corrado Blengini
- Année de sortie : 1968
- Durée : 84 minutes
- Format d'image : 2.35:1
- Pays :  Italie
- Distribution en Italie : Indipendenti regionali
- Date de sortie en salle en France : 27 août 1969[1]

## Distribution
- Mohammad Ali Fardin (comme Fardin) : Stanley
- Jeff Cameron : Sanders
- Fabio Testi : Steve Jonathan Cooper
- Ettore Manni : Jonathan Clay
- Cristina Penz : Suzanne
- Virginia Darval : Claire
- Calisto Calisti (it) (sous le pseudo d'Antony Stewens) : Johnson
- Amerigo Leoni (sous le pseudo de Custer Gail) : Corbett Ronson
- Gualtiero Rispoli : Erikson
- Armando Visconti : le commis du magasin
- Paolo Figlia (sous le pseudo de Frank Fargas) : Boyd
- Giovanni Querrel : juge
- Luciano Doria : docteur
- Franca Itor (comme Franca Haas) : Betty
- Ivano Scratuglia : un bandit